# Bernay (Eure)
Bernay település Franciaországban, Eure megyében. Lakosainak száma 9801 fő (2022. január 1.). Bernay Valailles, Caorches-Saint-Nicolas, Courbépine, Fontaine-l’Abbé, Grand-Camp, Menneval, Treis-Sants-en-Ouche és Saint-Martin-du-Tilleul községekkel határos.

## Népesség
A település népességének változása:
| Lakosok száma | 10 009 | 10 548 | 10 582 | 10 635 | 10 275 | 10 432 | 10 085 | 9848 | 9654 | 9801 |
|               | 1968   | 1982   | 1990   | 2006   | 2013   | 2015   | 2017   | 2019 | 2020 | 2022 |